# Villeneuve-sous-Dammartin
Villeneuve-sous-Dammartin is een gemeente in het Franse departement Seine-et-Marne (regio Île-de-France) en telt 534 inwoners (1999). De plaats maakt deel uit van het arrondissement Meaux.

## Geografie
De oppervlakte van Villeneuve-sous-Dammartin bedraagt 7,5 km², de bevolkingsdichtheid is 71,2 inwoners per km².
De onderstaande kaart toont de ligging van Villeneuve-sous-Dammartin met de belangrijkste infrastructuur en aangrenzende gemeenten.

## Demografie
Onderstaande figuur toont het verloop van het inwonertal (bron: INSEE-tellingen).